# Eopenthes auratus
Eopenthes auratus är en skalbaggsart som beskrevs av Sharp 1908. Eopenthes auratus ingår i släktet Eopenthes och familjen knäppare. Inga underarter finns listade i Catalogue of Life.